# 스카이 닥터
《스카이 닥터》는 1997년에 개봉한 대한민국의 영화이다.

## 캐스팅
- 박상민 : 양구 역
- 윤다훈 : 기민 역
- 김예령 : 은숙 역
- 명계남 : 나 경위 역
- 송옥숙 : 나 여사 역
- 권용운 : 삼식 역
- 손민우 : 선규 역
- 이주나 : 연수 역
- 박광정 : 김순경 역
- 엄춘배 : 최순경 역
- 김일우 : 면장 역
- 정원중 : 털보 역
- 최학락 : 강도 역
- 이정우 : 이 순경 역
- 맹봉학 : 선배의사 역
- 서동수 : 범수 역
- 김경란 : 여수댁 역
- 문철재 : 수협장 역
- 안진수 : 교장 역
- 권재원 : 군인 2 역
- 이태훈 : 노인 1 역
- 추봉 : 노인 2 역
- 차승민 : 레지 3 역